# Rocket Lab Photon
Photon är en satellitplattform framtagen av Rocket Lab. Den är baserad på slutsteget till Rocket Labs raket Electron. 

## Utveckling
I april 2019 presenterade Rocket Lab att de höll på att utveckla en satellitplattform för små satelliter. Tanken var att kunna tillhandahålla en helhetslösning för uppskjutning av små satelliter, från plattform för satellit till uppskjutning till rymden. Detta var en del av utvecklingen av företaget och ett sätt att öka intäkterna. 
I oktober 2019 meddelades att Photon skulle vara redo för sin jungfrufärd under tredje kvartalet 2020 och att de även ska utveckla en version av satellitplattformen som ska kunna föra upp till 30 kg nyttolast till månen.
Rocket Labs mål med Photon är att kunna skicka en sond monterad på plattformen till Venus under 2023.

## Design
Photon tillverkas vid Rocket Labs fabrik i Huntington Beach. Satellitplattformen frivs av en Curie-motor och kommunicerar med jorden över S-bandet. Den kan bära 130 kilo till solsynkron bana, men tros kunna föra upp till 170 kg till mer lättillgängliga omloppsbanor.
En modifierad version av Photon med större bränsletankar och en uppdaterad version av Curie-motorn, HyperCurie, har utvecklats för interplanetära uppdrag. Den ska kunna bära nyttolaster på upp till 40 kg till Venus eller Mars.